# Posti vuoti
Posti vuoti è un singolo del duo musicale italiano Coma_Cose, pubblicato il 25 ottobre 2024 come secondo estratto dall'album Vita fusa.

## Descrizione
In merito al significato del brano i Coma_Cose hanno dichiarato:

## Video musicale
Il video musicale, diretto da Fausto Lama, è stato pubblicato contestualmente all'uscita del singolo sul canale YouTube dei Coma Cose.

## Tracce
Testi di Fausto Zanardelli, Francesca Mesiano, Jacopo Èttorre, musiche di Fausto Zanardelli, Francesca Mesiano, Jacopo Èttorre, Michele Zocca.
1. Posti vuoti – 3:16

## Classifiche
| Classifica (2025) | Posizione massima |
| ----------------- | ----------------- |
| Italia            | 58                |